# 伊予絣
伊予絣（いよかすり）は、愛媛県松山市で製造されている木綿の紺絣。松山絣とも呼ばれる。久留米絣、備後絣とともに日本三大絣の一つともされる。
江戸時代の後期に、今出（いまづ、現在の松山市西垣生町付近）の鍵谷カナが独力で織出した
。当時、農家の婦女子が副収入を目的とし、農作業の合間を見て紡いだものであった。その後明治に入ると織機の改良も進んで生産量も増えて全国的に人気が高まった。明治の中頃から大正にかけては日本の絣生産のおおよそ半分を占め、1904年（明治37年）には生産量日本一（年間200万反以上）を記録した。
しかしながら、生活の洋風化とともに着物を中心に絣の需要は低下し、今日では、事業として行っているのは1軒のみとなった（他の事業との兼業）。同社が運営する松山市内にある伊予かすり会館にて、機織の実演を見ることができる（入場料50円）ほか、かすり製品を買い求めることもできる。今出地区には鍵谷カナを顕彰するため、木子七郎設計にかかる頌功（しょうこう）堂があり、国の登録有形文化財となっている。
1980年（昭和55年）には愛媛県指定の伝統的特産品となった。

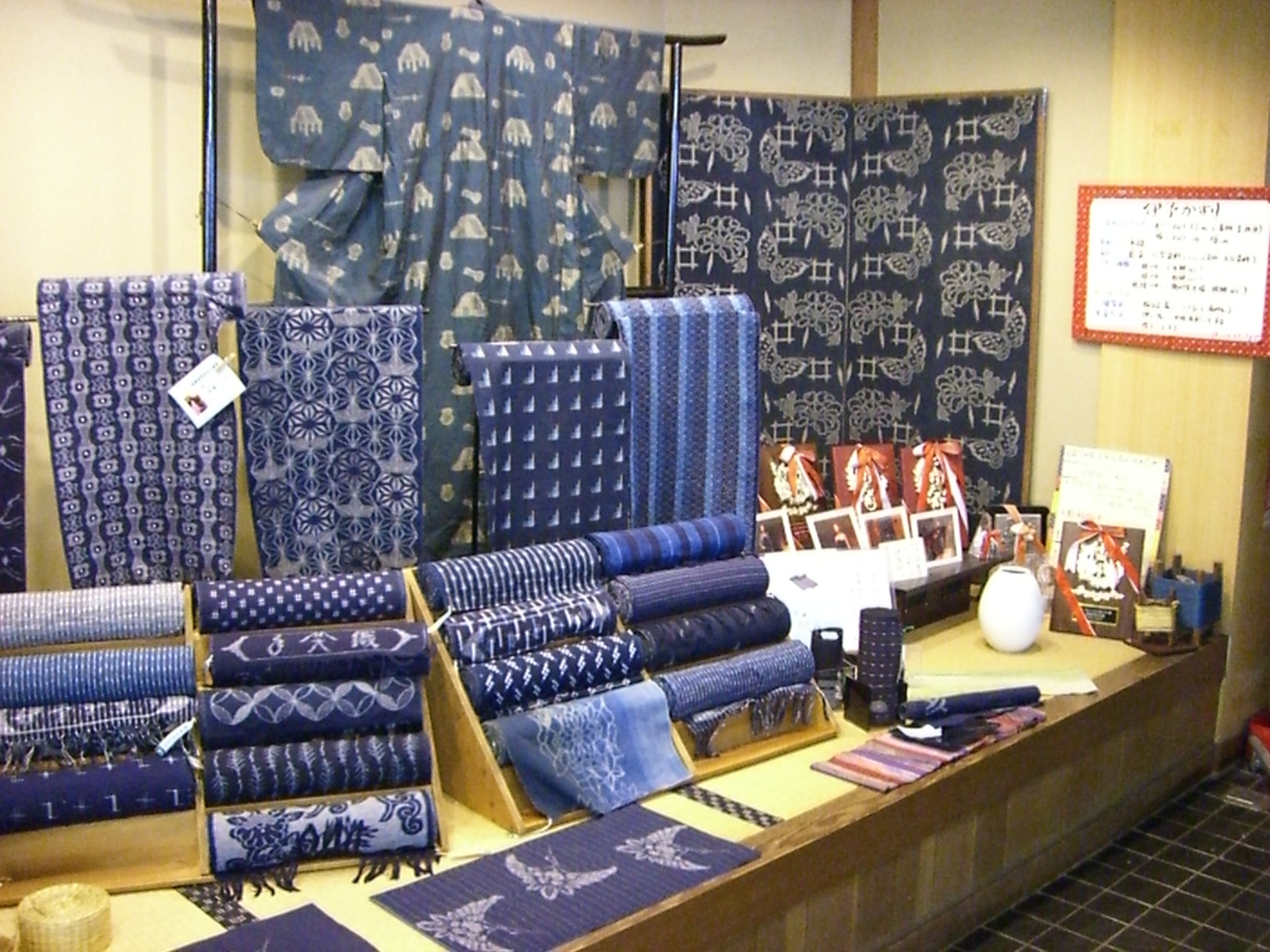
伊予絣の製品見本
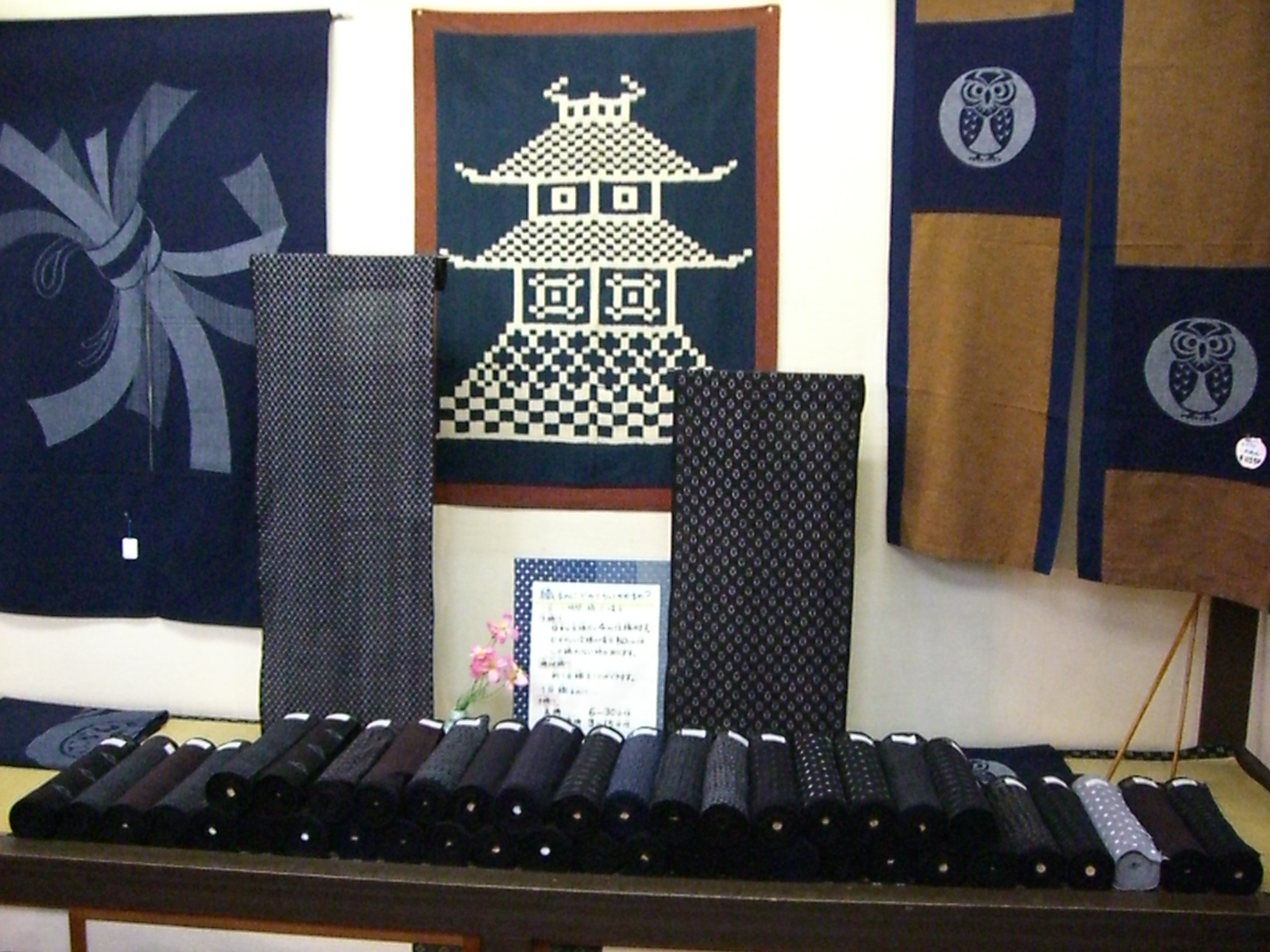
市販されている伊予絣
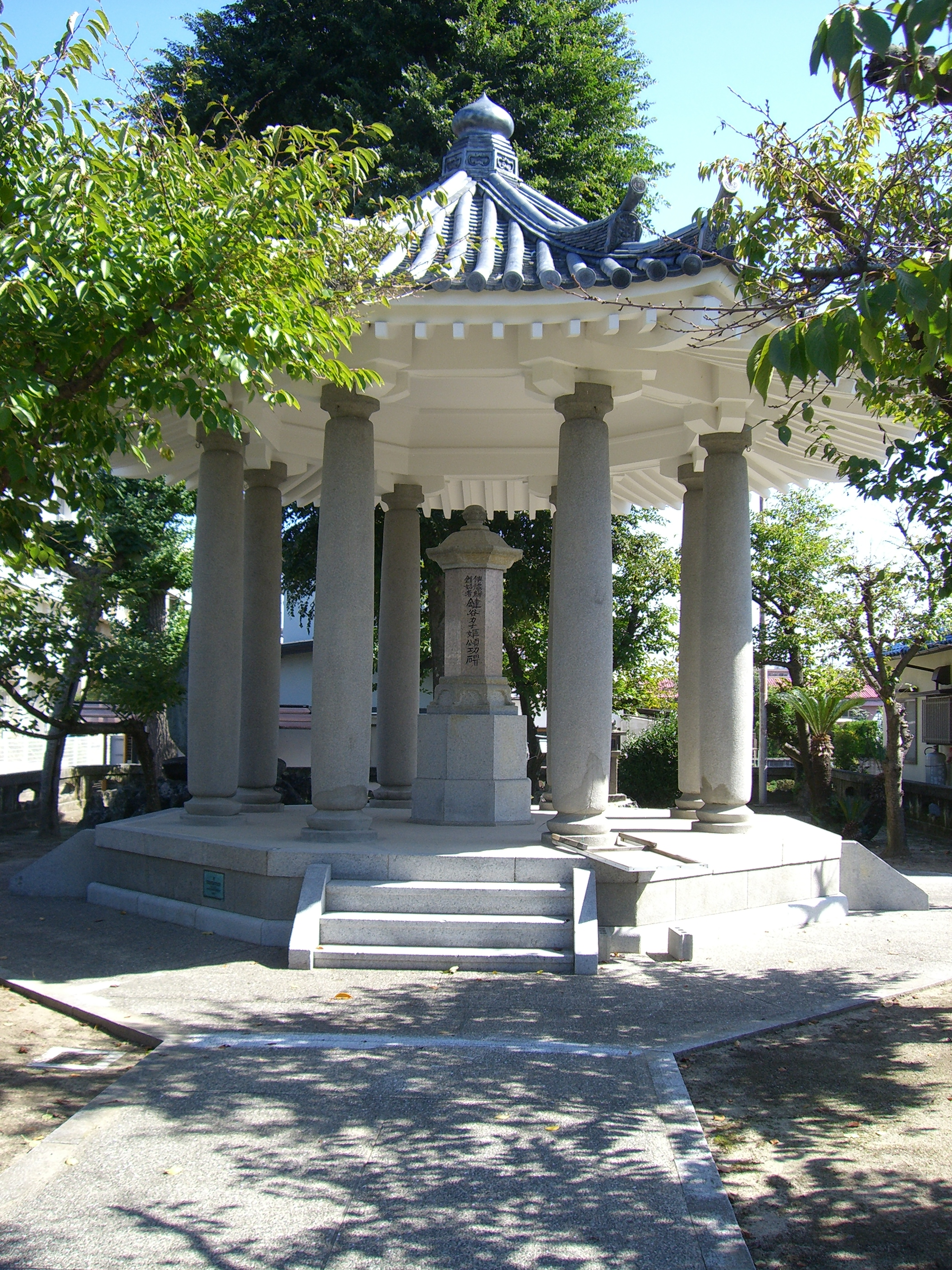
鍵谷カナ頌功堂（正面）
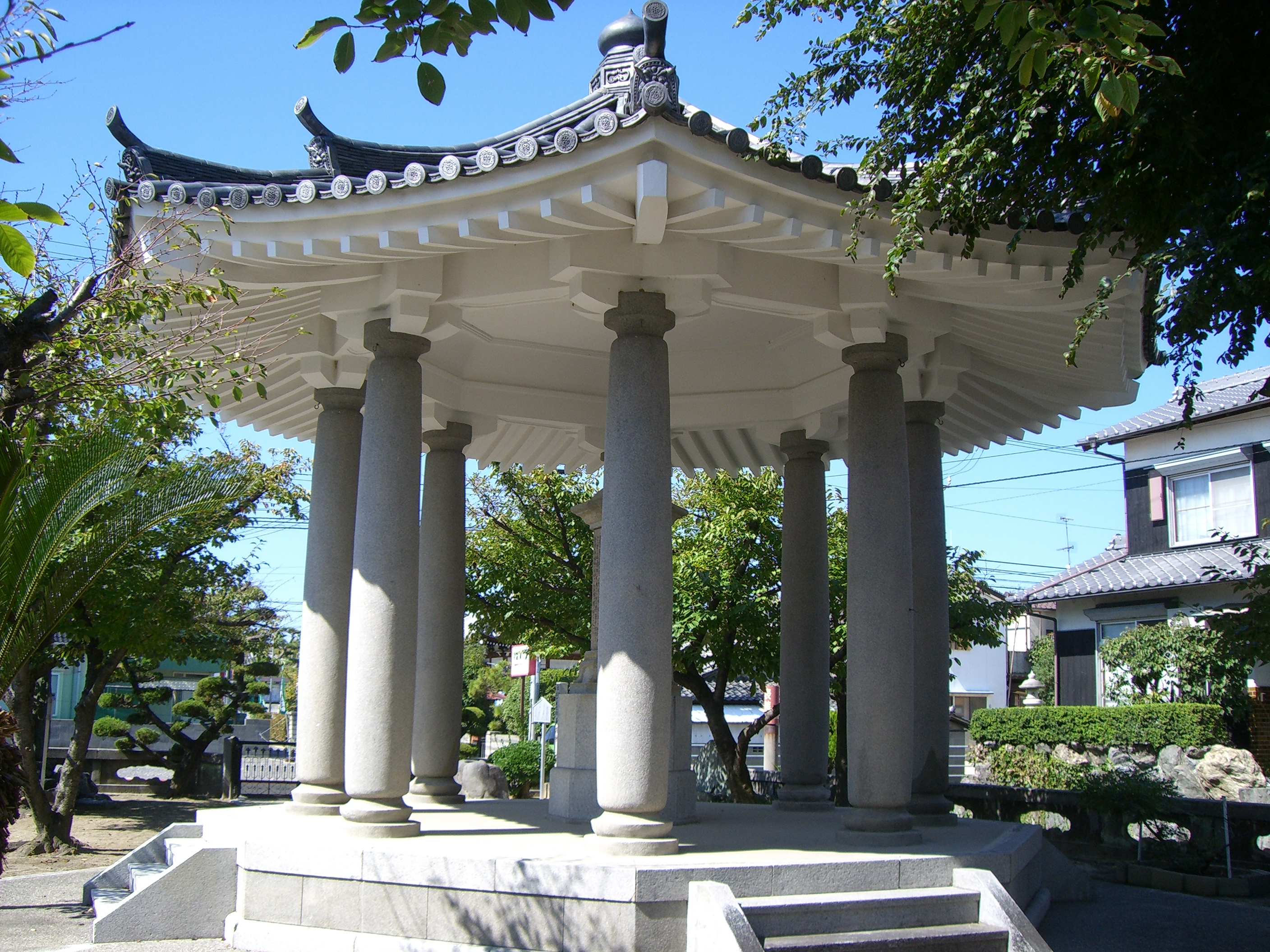
国の登録有形文化財（設計：木子七郎）
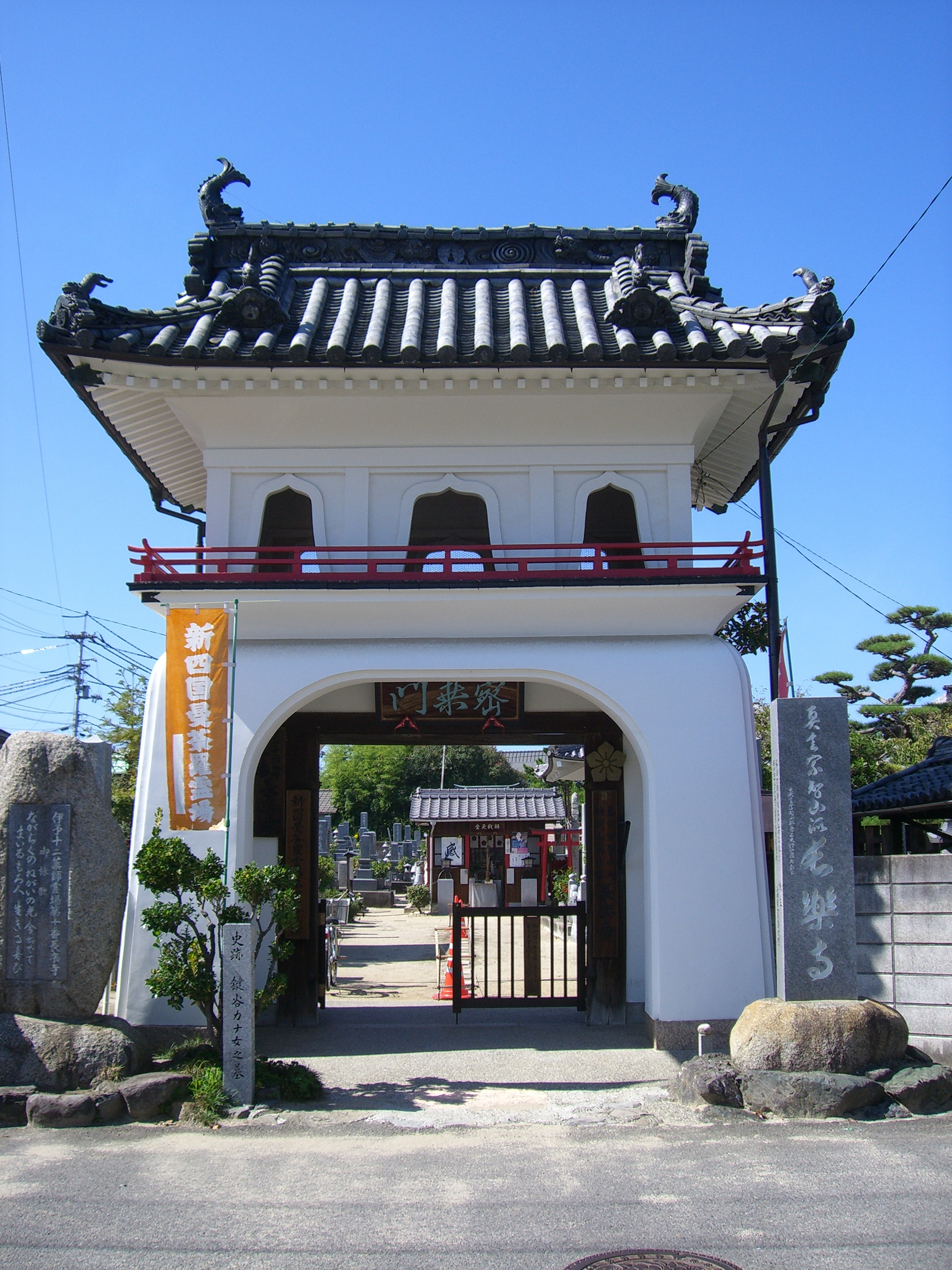
鍵谷カナの墓がある長楽寺（正面）
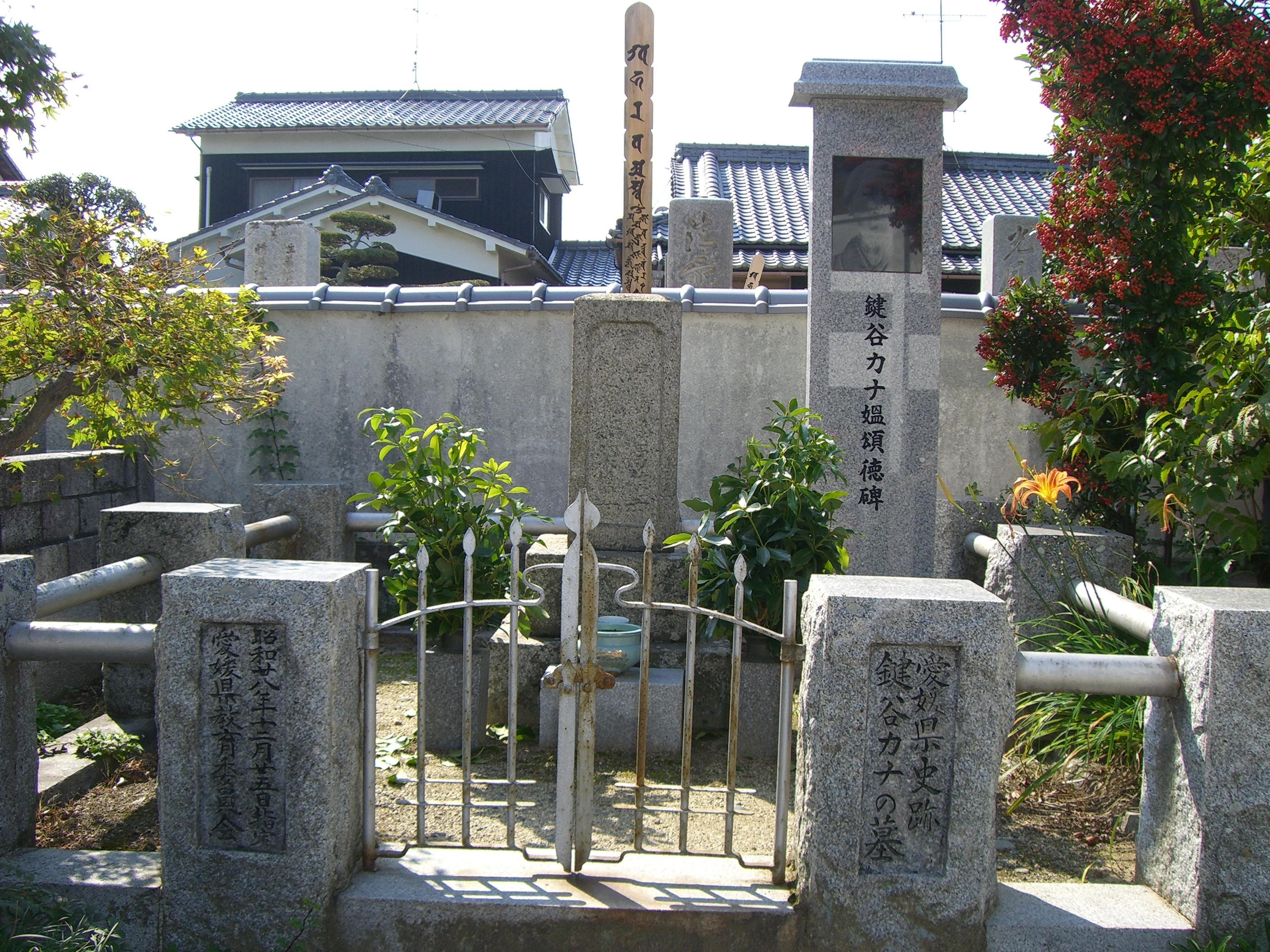
鍵谷カナの墓（愛媛県史跡）
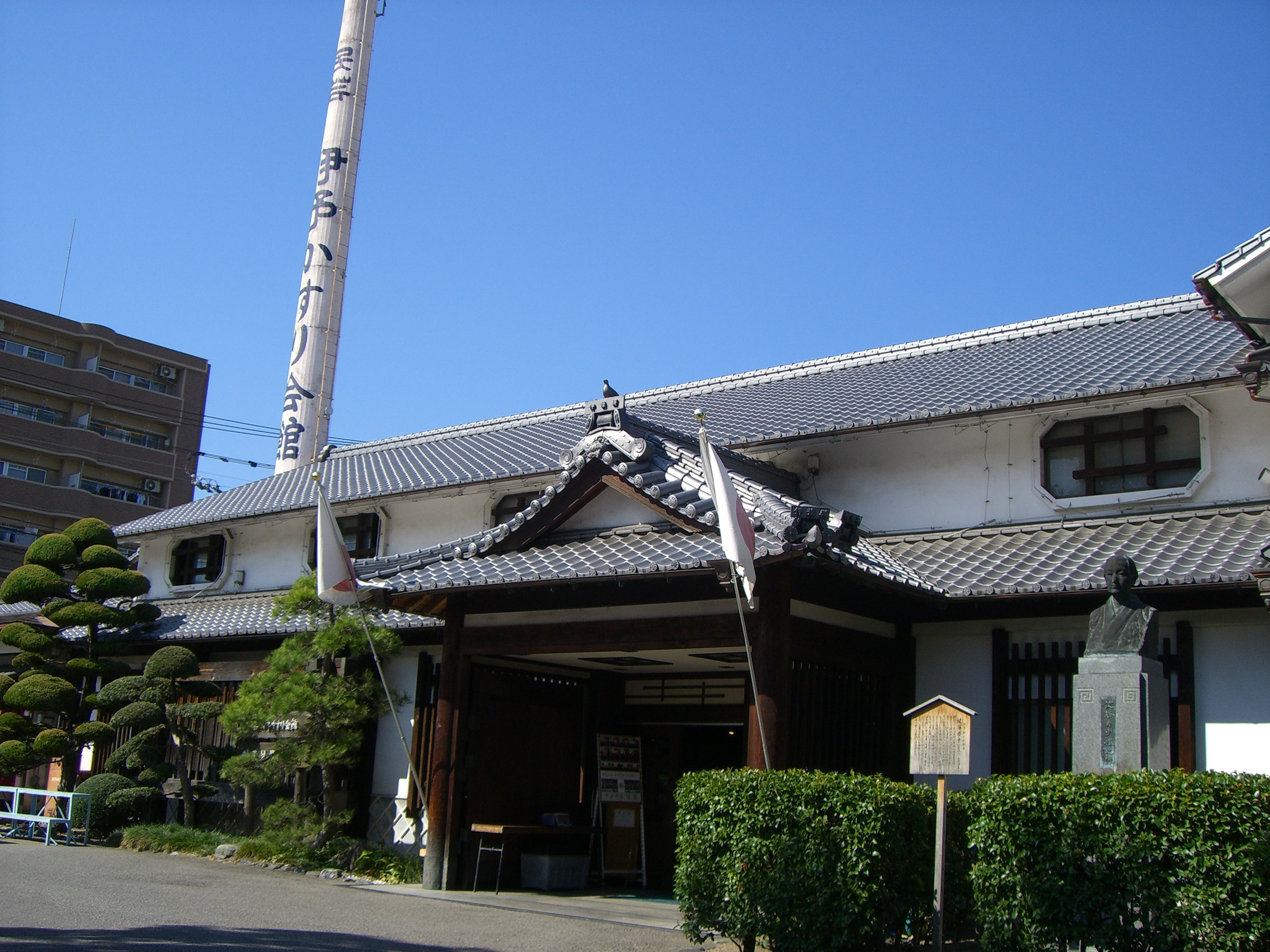
民芸　伊予かすり会館
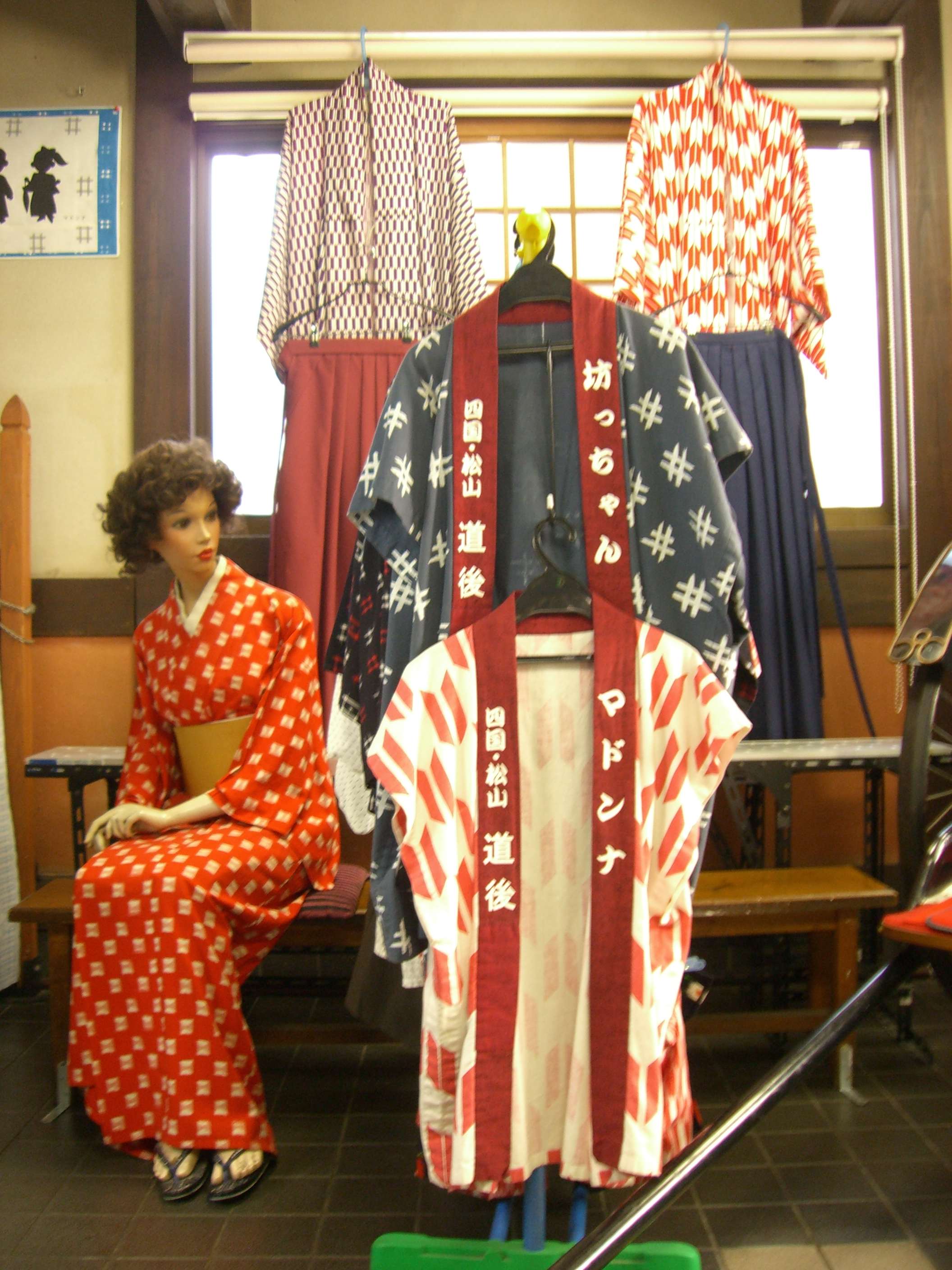
記念撮影用の絣（伊予かすり会館内）
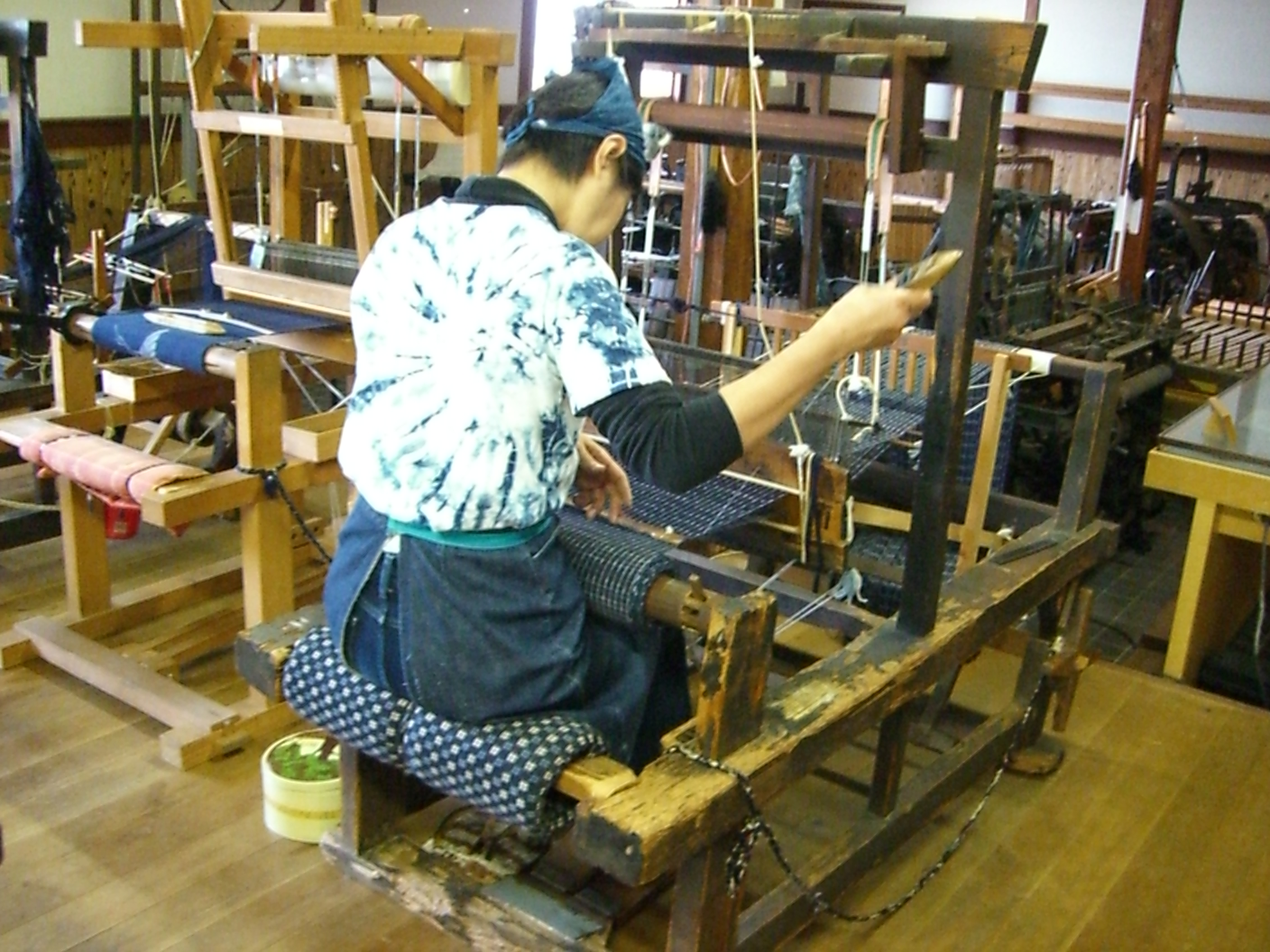
絣の機織りの実演（伊予かすり会館内）
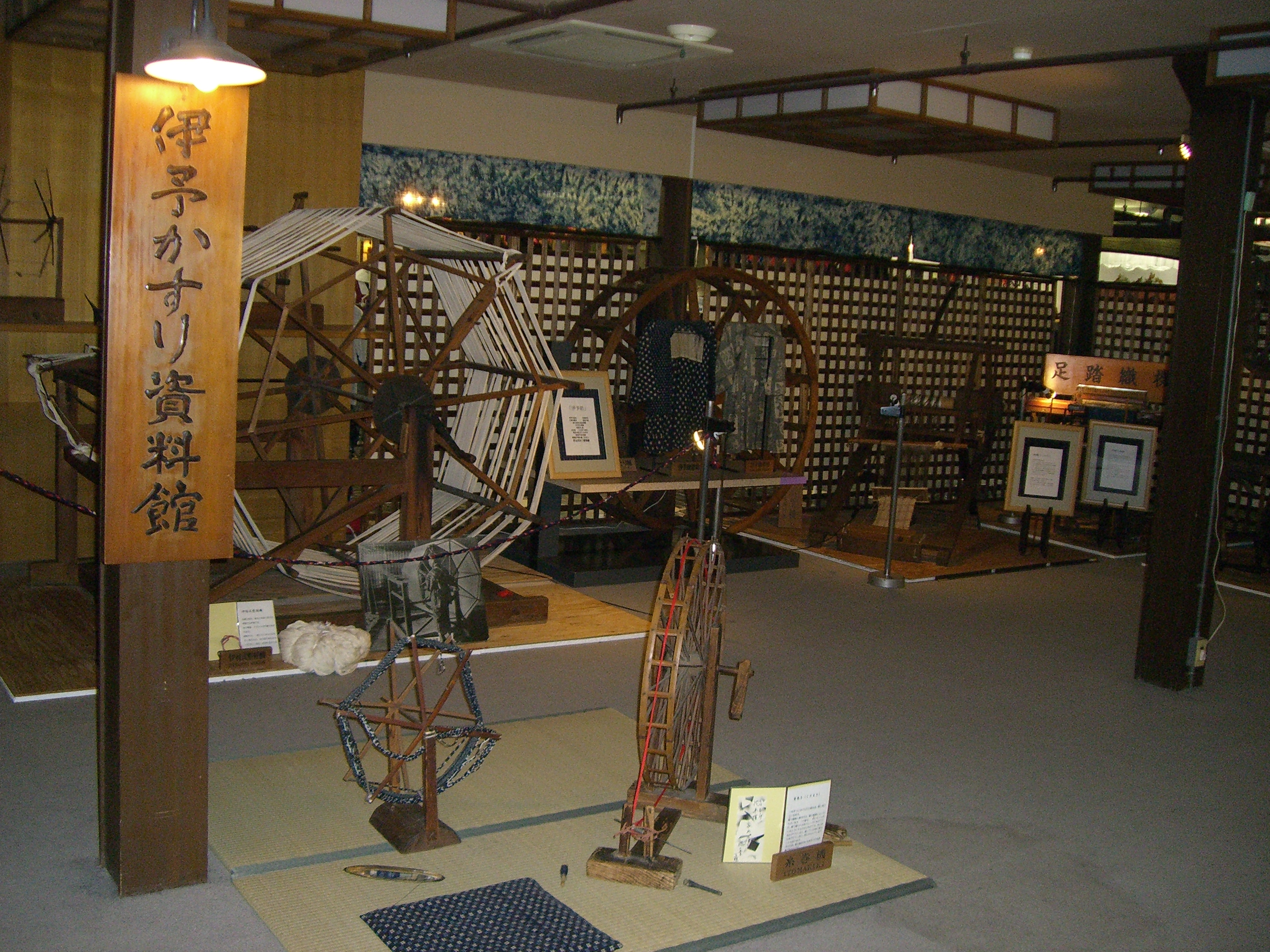
伊予かすり資料館（伊予かすり会館内）